# Naoto Hikosaka
Naoto Hikosaka (japonsky: 彦坂 直人, Hikosaka Naoto, narozen 17. března 1962) je profesionálním hráčem go.

## Biografie
Hikosaka se stal profesionálem v roce 1976 ve svých 14 letech.

## Tituly
| Titul         | Rok  |
| ------------- | ---- |
| Počet         | 1    |
| Džúdan (十段) | 1998 |

| Titul          | Rok ztráty |
| -------------- | ---------- |
| Počet          | 3          |
| Džúdan (十段)  | 1999       |
| Ókan (王冠)    | 1996, 2003 |
| Zrušený        | 2          |
| Kakusei (鶴聖) | 2000       |
| Šin-Ei (新鋭)  | 1987       |